# Elaeocarpus angustifolius
Espèce
Classification phylogénétique
Elaeocarpus angustifolius, le cerisier bleu, est un arbre à feuillage persistant présent dans le Sud-Est de l'Asie et le pacifique. Il a été introduit dans de nombreuses régions tropicales.

## Description

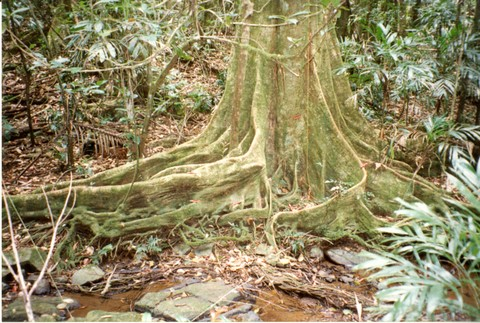
Racines-contreforts d’un sujet situé dans le Nightcap National Park

Elaeocarpus angustifolius est un arbre pouvant atteindre 30 m de haut, au tronc élancé jusqu'à 1 m de diamètre. Les branches sont minces, peu ramifiées et les rameaux grêles et finement pubescents au sommet. 
L'écorce, grisâtre et claire, est lisse.
Le feuillage est fin et clair.
Les feuilles un peu échelonnées à l'extrémité des rameaux, brillantes, vert foncé sont simples alternes. Le limbe est elliptique, à sommet aigu et base atténuée (10-15 cm × 3-4 cm) est finement denté sauf à la base. La face supérieure glabre ou parfois pubescente vers la base ; la face inférieure glabre ou garnie de petits poils épars. La nervure médiane est souvent carénée en dessous et les nervures secondaires -10 à15 paires espacées de 0.5-2 cm - sont fines mais bien visibles. Le pétiole est long d'environ 1 cm, généralement étroitement ailé, soyeux à glabrescent, dépourvu de renflement au sommet, plat ou légèrement en creux au-dessus. 
Les inflorescences nombreuses, dressées à horizontales, s'échelonnant dans les parties défeuillées des rameaux ou à l'aisselle des feuilles, sont très florifères et comportent 10 à 25 fleurs blanches pendant unilatéralement sur des axes de 3 à 8 cm. 
La fleur, au calice, vert pâle, compte 5 sépales minces, longs de 0.6-1 cm, extérieurement et intérieurement garnis de poils soyeux et 5 pétales membraneux, longs de 0,9 à 1,5 cm, divisés jusqu'à mi-hauteur ou presque en 3-6 segments linéaires souvent garnis de poils dans les sinus les plus profonds, laineux sur les bords non involutés. Elle porte 30 à 50 étamines longues de 4 à 6 mm. L'ovaire comprend 4 à 6 ovules dans chacune des 4 loges ovariennes.  
Le fruit, presque sphérique de 1 cm de diamètre, est bleu vif à maturité : il a donné le nom à l'essence. Une pulpe recouvre un noyau dur et rugueux contenant une à cinq graines (une par loge fertile).

## Habitat et répartition
Le cerisier bleu est présent dans la forêt dense de basse et moyenne altitude (jusqu'à 500 m).
Sa distribution est très large : de l'Asie tempérée Chine(Guangxi, Hainan, Yunnan) à l'Asie tropicale : Bangladesh, Bhoutan, Inde, Népal, Cambodge, Myanmar, Thaïlande, dans la zone Pacifique : Indonésie, Malaisie, Nouvelle-Guinée, archipel Bismarck, Fidji, Vanuatu, Nouvelle-Calédonie et aux îles Salomon et jusqu'en Australie (Queensland, Nouvelle-Galles du Sud).

## Nomenclature et systématique
Synonymes : Elaeocarpus ganitrus Roxb., Elaeocarpus grandis F. Muell., Elaeocarpus sphaericus auct., Ganitrus sphaerica Gaertn.

## Utilisation

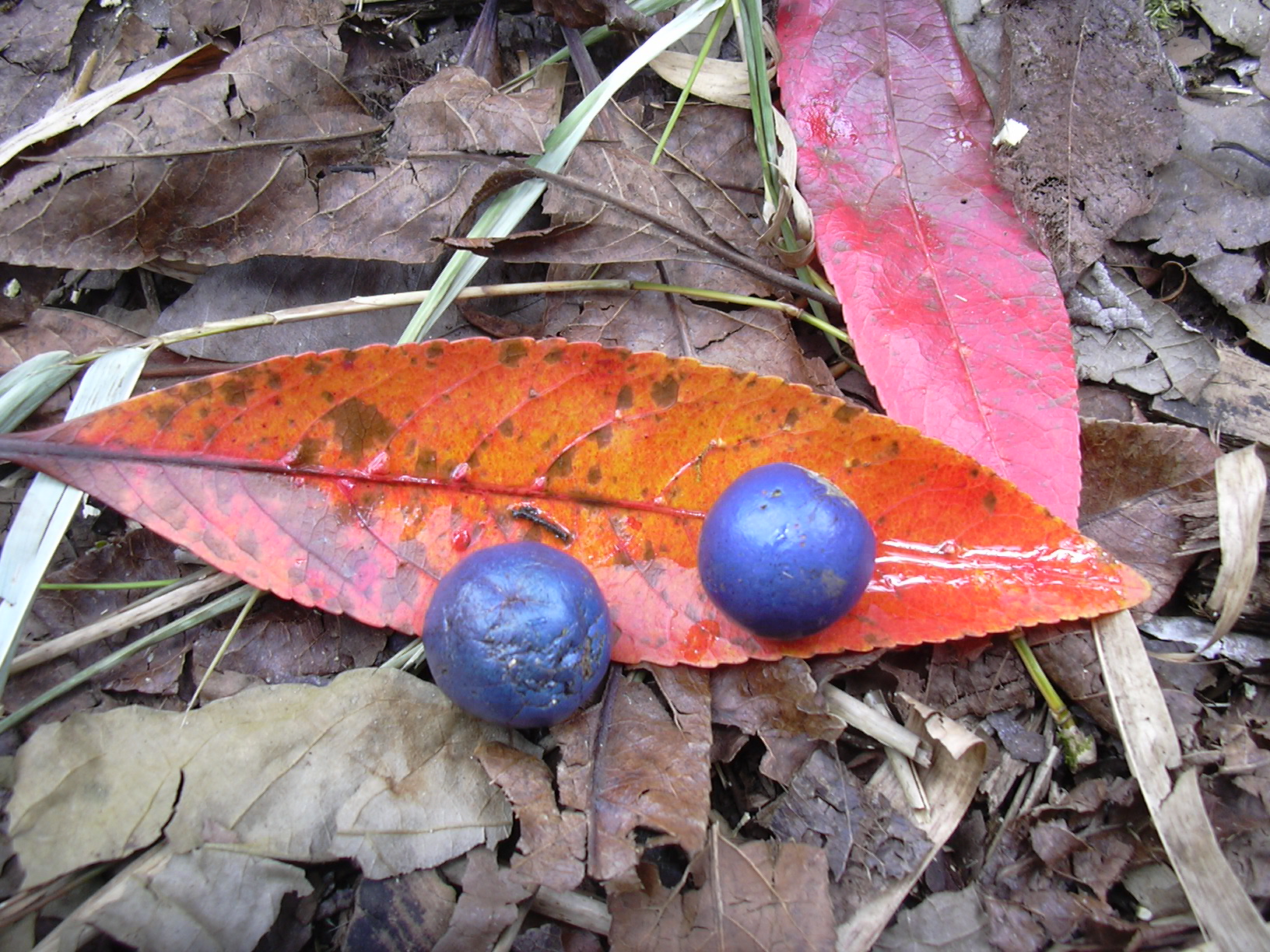
Fruits du Cerisier bleu - Hawaï

Ses fruits sont utilisés pour la confection de colliers et rosaires hindous.
Son bois, de couleur claire, est fin, relativement tendre et léger. Il convient à la menuiserie d'intérieur et au placage.
Des plantations sont réalisées en Nouvelle-Calédonie, particulièrement en Province-Sud.